# 26 de febrer
El 26 de febrer és el cinquanta setè dia de l'any del calendari gregorià. Queden 308 dies per a finalitzar l'any i 309 en els anys de traspàs.

## Esdeveniments
Països Catalans
- 1826 - Vic, província de Barcelona: Santa Joaquima de Vedruna funda la Congregació de les Germanes Carmelites de la Caritat.
- 1927 - Barcelona: S'inaugura el Mercat Galvany, un edifici inclòs en l'Inventari del Patrimoni Arquitectònic de Catalunya.[1]

Resta del món
- 364 - Nicea, Imperi Romà: Valentinià I és proclamat emperador.
- 1154 - Palerm, Regne de Sicília: Guillem I de Sicília puja al tron després de la mort del seu pare Roger II de Sicília.
- 1832 - París: Fréderic Chopin fa el seu primer concert a la Salle Pleyel.[2]
- 1993 - Nova York, EUA: uns terroristes islamistes fan esclatar un camió ple d'explosius a la torre nord del World Trade Center que fa 6 morts i un miler de ferits. L'atac fou atribuït a al-Qaeda[3]
- 2005 - Tel-Aviv, Israel: un atemptat, reivindicat pel Gihad Islàmic, contra una discoteca hi fa quatre morts i una cinquantena de ferits.[4]
- 2015 - Espanya: vaga educativa espanyola

## Naixements
Països Catalans
- 1787 - Estagell, Rosselló: François Aragó, científic català (m. 1853).
- 1798 - Vinyols i els Arcs, Baix Camp: Josep Fontserè i Domènech, fuster i arquitecte català (m. 1870).
- 1868 - Barcelona: Aureli Capmany i Farrés, folklorista català (m. 1954).
- 1924 - Barcelona: Jordi Alumà i Masvidal, pintor català.
- 1942 - Barcelona: Guillermina Motta cantautora catalana.[5]
- 1948 - València (l'Horta): Rodolf Sirera Turó, traductor, guionista i dramaturg valencià.
- 1961 - Vilanova i la Geltrú: Aurora Morata i Salvador, gimnasta catalana dels anys 70.[6]
- 1962 - Barcelona: Meri Puig Rebustes, alpinista i guia de muntanya catalana.[7]
- 1967 - Granollers: Ada Parellada, cuinera catalana coneguda per dirigir el restaurant barceloní Semproniana.[8]
- 1976 - Ciutadella: Ruth Mateu Vinent, llicenciada en dret i política balear.

Resta del món
- 1517 - Saragossa (Corona d'Aragó): Antoni Agustí i Albanell, eclesiàstic i humanista aragonès (m. 1586).
- 1740 - Saluzzo, Piemont, avui Itàlia): Giambattista Bodoni, gravador, impressor, editor i tipògraf italià (m. 1813).
- 1785 - Kymlinge, Estocolm: Anna Sundström, química sueca. coneguda com la primera dona química de Suècia.[9]
- 1802 - Besançon (el Franc Comtat, França: Victor Hugo, escriptor en francès (m. 1885).
- 1849 - 
  - París: Geneviève Halévy, influent salonnière francesa (m. 1926).[10]
  - Obolon, Gubèrnia de Poltava, Imperi Rus: Leonid Pozen escultor, itinerant i polític rus (m. 1921).
- 1862 - Estocolmː Fanny Brate, pintora sueca (m. 1940).[11]
- 1868 - Brasópolis, Imperi del Brasil: Venceslau Brás Pereira Gomes, president brasiler (m. 1966).
- 1868 - José de la Riva-Agüero y Osma, president de Perú (m. 1944).[12]
- 1879 - Brighton (Anglaterra): Frank Bridge, director d'orquestra i compositor anglès (m. 1941).[2]
- 1886 - Nova York: Josephine de Boer, filòloga estatunidenca, pionera dels estudis de catalanística a Nord-amèrica (m. 1972).[13]
- 1895 - Weißenhorn, Baviera: Claire Bauroff, ballarina, coreògrafa, professora de ballet, actriu, model i escriptora alemanya (m. 1984).[14]
- 1900 - Alcañices: Margarita Ferreras, escriptora i poeta de la Generació del 27 (m. 1964).[15]
- 1903 - Imperia, Ligúria, Itàlia: Giulio Natta, químic, Premi Nobel de Química de l'any 1963 (m. 1979).
- 1906 - 
  - West Bromwich: Madeleine Carroll, actriu britànica, molt popular en les dècades de 1930 i 1940 (m. 1987).[16]
  - Madrid: José Orjas, actor espanyol (m. 1983).[17]
- 1915 - Klerksdorp, Transvaal: Elizabeth Françoise Eybers, escriptora sud-africana, primera poeta en llengua afrikaans (m. 2007).[18]
- 1922 - Barnt Green, Anglaterra: Margaret Leighton, actriu britànica (m. 1976).[19]
- 1928
  - Kefar Malal, Mandat britànic de Palestina: Ariel Xaron, primer ministre d'Israel (m. 2014).
  - Nova Orleans, EUA: Fats Domino, cantant americà (m. 2017).
- 1932 - Kingsland, Arkansas: Johnny Cash, cantant i compositor estatunidenc de música country (m. 2003).
- 1937 - Madrid, Espanya: Eduardo Arroyo Rodríguez, pintor espanyol d'estil figuratiu (m. 2018).
- 1944 - Esplanada, Bahia: Maria Creuza, cantant brasilera.[20]
- 1945 - Madrid: Tina Sainz, actriu espanyola.[21]
- 1946 - Damanhur, Egipte: Ahmed Hassan Zewail, químic nord-americà d'origen egipci, Premi Nobel de Química de l'any 1999 (m. 2016).
- 1947 - Dagenham: Sandie Shaw, cantant anglesa de la dècada de 1960.[22]
- 1949 - Cambridge, Regne Unit: Emma Kirkby, soprano anglesa, reconeguda com a especialista en música del Renaixement i barroca.
- 1950 - Hamilton, Nova Zelanda: Helen Clark, política de Nova Zelanda que n'ha estat la primera ministra durant tres mandats.[23]
- 1956 - Saint-Pierre (Illa de la Reunió): Michel Houellebecq, escriptor i director de cinema francès.[24]
- 1958 - Charlotte, Carolina del Nord, EUA: Susan Jane Helms, astronauta de la NASA.
- 1959 - Kozani: Anna Diamandopulu, enginyera i política grega, diversos cops ministra.[25]
- 1985 - Astigarraga, País Basc: Agin Laburu, bertsolari basc.

## Necrològiques
Països Catalans
- 1889 - Olesa de Montserrat, Baix Llobregat: Paula Montal, religiosa catalana, fundadora de les Escolàpies (n. 1799).[26]
- 1918 - Palma, Mallorca: Miquel Cabotà, militant socialista mallorquí (n. 1892?).
- 1924 - València: Luisa Cervera Royo, escriptora i lliurepensadora valenciana (n. 1843).[27]
- 1933 - Barcelona: Antoni Nicolau i Parera, compositor i director d'orquestra (n. 1858).
- 1971 - Barcelona: Enric Martí i Carreto, empresari del tèxtil, directiu i president 1952-1953 del Futbol Club Barcelona (n. ca. 1893).
- 1974 - Barcelona: Ignasi Agustí i Peypoch, novel·lista, periodista i poeta català (n. 1913).
- 1989 - Barcelona: Antonio Jácome Pumar, fundador dels Germans Missioners dels Malalts Pobres (n. 1908)

Resta del món
- 1757 - Amsterdam: Maria Moninckx, artista i pintora botànica neerlandesa de l'Atles de Moninckx (n. ca. 1673).[28]
- 1876 - Stradella, Itàlia: Luigi Luzzi, compositor italià (n. 1824).
- 1906 - Madrid: Manuel Fernández Caballero, compositor de sarsueles espanyol (n. 1835).
- 1928 - Madrid: Juan Vázquez de Mella, polític tradicionalista, escriptor i filòsof catòlic espanyol (n. 1861).
- 1931 - Göttingen (Alemanya): Otto Wallach, químic alemany, Premi Nobel de Química 1910 (n. 1847).
- 1948 - Brescia, Itàlia: Virginia Guerrini, mezzosoprano italiana (n. 1871).[29]
- 1953 - Amsterdam: Elisabeth Kuyper, compositora romàntica i directora d'orquestra neerlandesa (m. 1877).[30]
- 1982 - Madrid: Paco Martínez Soria, actor espanyol (n. 1902).[31]
- 1985 - New Haven, Connecticut (EUA): Tjalling Koopmans, economista estatunidenc d'origen neerlandès, Premi Nobel d'Economia de l'any 1975 (n. 1910).
- 1994 - Valdosta, Geòrgia (Estats Units): Bill Hicks, humorista estatunidenc (n. 1961).
- 2002 - Ballycastle: Helen Megaw, mineralogista irlandesa que va contribuir al desenvolupament de la cristal·lografia de raigs X (n. 1907).[32]
- 2013 - 
  - Saint-Germain-en-Laye, Illa de França: Marie Claire Alain, organista francesa (n. 1926).[33]
  - Berlín, Alemanya: Stéphane Hessel, diplomàtic, ambaixador i membre de la resistència francesa i un dels redactors de la Declaració Universal dels Drets Humans de 1948. L'any 2010 va publicar un petit assaig titulat Indigneu-vos! que ràpidament es va convertir en un gran èxit de vendes i en llibre de capçalera del moviment dels Indignats (95 anys) (n. 1917).
- 2017 - Filadèlfia, Estats Units: Eugene Garfield fou un lingüista, gestor d'informació i empresari nord-americà (n. 1925).

## Festes i commemoracions

### Santoral[34]

#### Església Catòlica[35]
- Sants al Martirologi romà (2011): Alexandre d'Alexandria bisbe (328); Faustinià de Bolonya, bisbe (s. IV); Agrícola de Nevers, bisbe (ca. 594); Porfiri de Gaza bisbe (421); Víctor d'Arcis-sur-Aube, eremita (ca. s. VII); Andreu de Florència, bisbe (segle ix); Paula Montal i Fornés, fundadora de les escolàpies (1889).
  - Beats: Robert Drury, prevere i màrtir (1607); Pietat de la Creu Ortiz, fundadora de la Congregació de Salesianes del Sagrat Cor de Jesús (1916).
- Sants: Hilari de Magúncia, bisbe (s. II-III); Pàpias, Diodor, Conó i Claudià de Pamfília, màrtirs (ca. 250); Nèstor de Magidos, màrtir (251); Dionís d'Augsburg, bisbe i màrtir (s. III); Fortunat, Fèlix i 27 companys màrtirs; Auspici de Toul, bisbe (s. V); Irene de Gaza (490); Amand de Comodoliac, eremita (s. VI); Coulfinid d'Aleth-St Malo, bisbe (s. VI); Tadek de Faou, abat i màrtir (s. VI=; Euladi de Nevers, bisbe (580); Aril de Nevers, bisbe (594); Lleó de Saint-Bertin, abat (1163). A Narbona: translació de les restes dels Sants Just i Pastor.
- Beats: Ottokar de Tegernsee, monjo (771); Onen de St-Méen, monjo (s. X).
- Venerables: Edigna de Puch, eremita (1109); Mechtilda de Sponheim (1154) i Gerlinda de Sponheim, recloses (s. XII); Ulric d'Obermarchtal, prebost (1187).

#### Església Copta
- 19 Meixir: Martinià d'Atenes, monjo.

#### Església Apostòlica Armènia
- 7 Mehec: Maties apòstol; Martí de Cesarea.

#### Església Ortodoxa Siríaca
- Sants: Elies III d'Antioquia, patriarca (1932).

#### Església Ortodoxa (segons el calendari julià)
- Se celebren els corresponents al 10 de març del calendari gregorià.

#### Església Ortodoxa (segons el calendari gregorià)
Corresponen als sants del 13 de febrer del calendari julià.
- Sants: Prisca de Roma, màrtir (60); Artemon de Palestina; Nicandre; Justinià; Onèssim; Timoteu d'Alexandria, patriarca (385); Martí de Tours, bisbe; Martinià d'Atenes, monjo (ca. 422); Zoe i Fotina, monges (s. V); Eulogi d'Alexandria, patriarca (607); Esteve Nemanja, príncep de Sèrbia (1200); Iosif Volotskij de Volokolamsk, abat (1515); Iurij Konisskij, arquebisbe de Belarús (1795); Serafima de Sezenovo, abadessa (1877); Silvestre Olstxevskij, bisbe d'Omsk, màrtir (1920); Zosim, Nikolaij, Vassilij i altres preveres màrtirs (1938).

##### Església Ortodoxa Grega
- Sants: Àquila i Priscil·la de Roma, màrtirs (60).

#### Esglésies luteranes
- Matilde de Magdeburg, beguina (1284) (Església Evangèlica d'Alemanya).